# 다이애나섬
다이애나섬(Diana Island)은 캐나다 누나부트 준주의 퀴키크탈룩 지방에 있는 무인도이다. 퀘벡주 언개버반도 북동쪽의 다이애나만에 위치해 있다.
다이애나섬의 최고 고도는 해발 247m이며, 북쪽에서 남쪽까지의 길이는 12.1 km, 서쪽에서 동쪽까지의 길이는 6.0 km이다. 툰드라 기후에 속하며 섬 안에서 자라는 식생은 대부분 잔디이다.